# Refuge Torino
Le refuge Torino ou plus rarement refuge Turin, en italien rifugio Torino, est un refuge de montagne italien situé dans le massif du Mont-Blanc à 3 375 mètres d'altitude. Il est composé de deux bâtiments distincts, l'ancien refuge en aval et le nouveau refuge en amont, tous deux situés sur l'endroit de la pointe Helbronner, sous les gares de téléphériques du Skyway Monte Bianco et de la télécabine Panoramic Mont-Blanc.

## Géographie
Il se trouve juste au sud du col du Géant (3 371 mètres) et de la ligne de partage des eaux entre l'Italie et la France et juste au sud-est de la pointe Helbronner à laquelle il est relié par un escalier.
Le refuge a été concerné par un litige frontalier entre la France et l'Italie. Entièrement en Italie du point de vue italien, il était sur la frontière franco-italienne du point de vue français, à cheval entre les communes de Courmayeur en Vallée d'Aoste et de Chamonix-Mont-Blanc en Haute-Savoie. Le tracé de la frontière a été modifié sur les dernières cartes IGN, qui suit désormais la ligne de partage des eaux à cet endroit.

## Accès
Côté italien, l'accès s'effectue par les deux tronçons du téléphérique du Mont-Blanc, au départ d'Entrèves (Courmayeur) avec un changement au Pavillon du mont Fréty. Côté français, il faut emprunter, depuis l'aiguille du Midi, la télécabine Panoramic Mont-Blanc. À l'arrivée de ces deux équipements à la pointe Helbronner, le refuge est accessible par deux ascenseurs et un tunnel de 150 mètres taillé dans la roche.

## Ascensions
Ce refuge est le point de départ des parcours d'ascension des sommets suivants du massif du Mont-Blanc :
- le mont Maudit - 4 465 mètres ;
- le mont Blanc du Tacul - 4 248 mètres ;
- la dent du Géant - 4 013 mètres ;
- le Grand Capucin - 3 838 mètres ;
- la Tour Ronde - 3 798 mètres ;
- l'aiguille de la Brenva - 3 278 m.

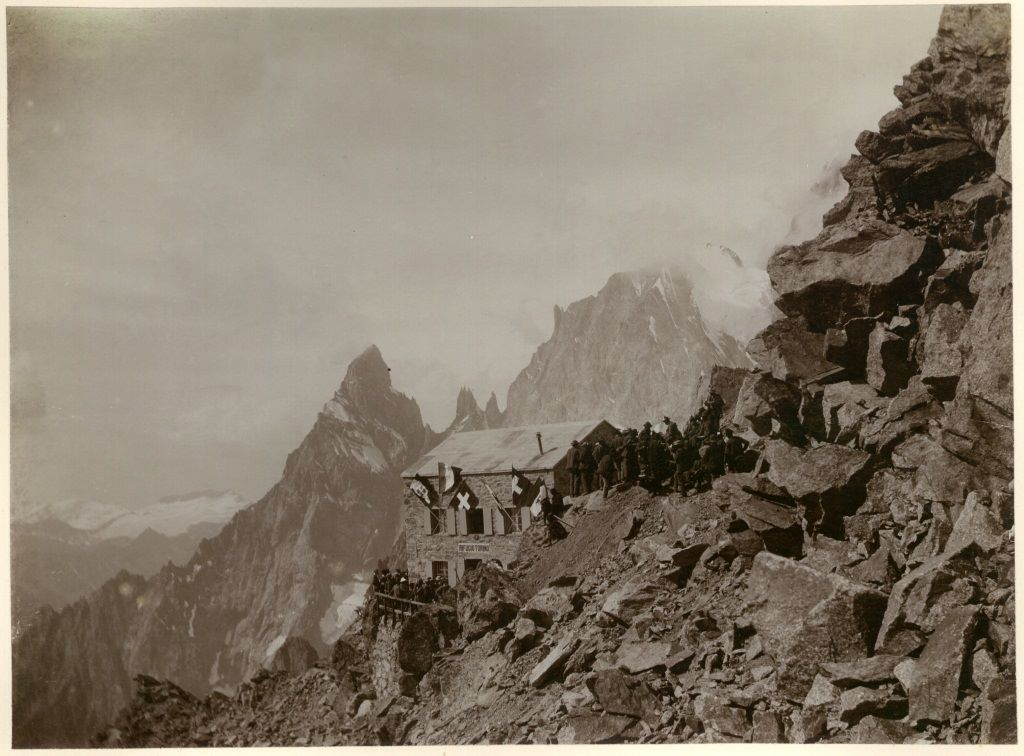
L'inauguration du refuge en 1893 ; en arrière-plan les aiguilles de Peuterey.
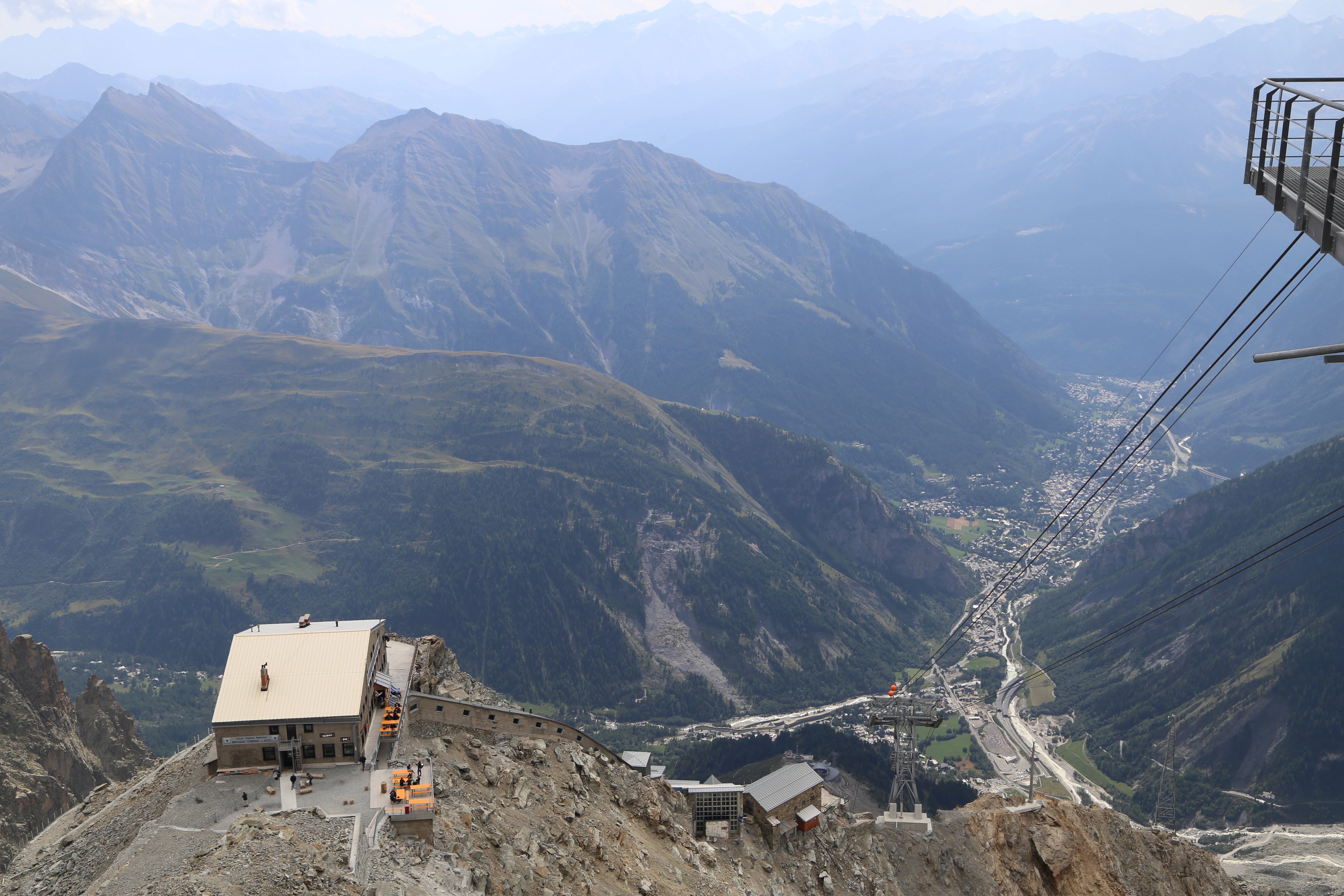
Vue depuis le sommet de la pointe Helbronner de la vallée d'Aoste avec le nouveau refuge à gauche et l'ancien refuge à droite.
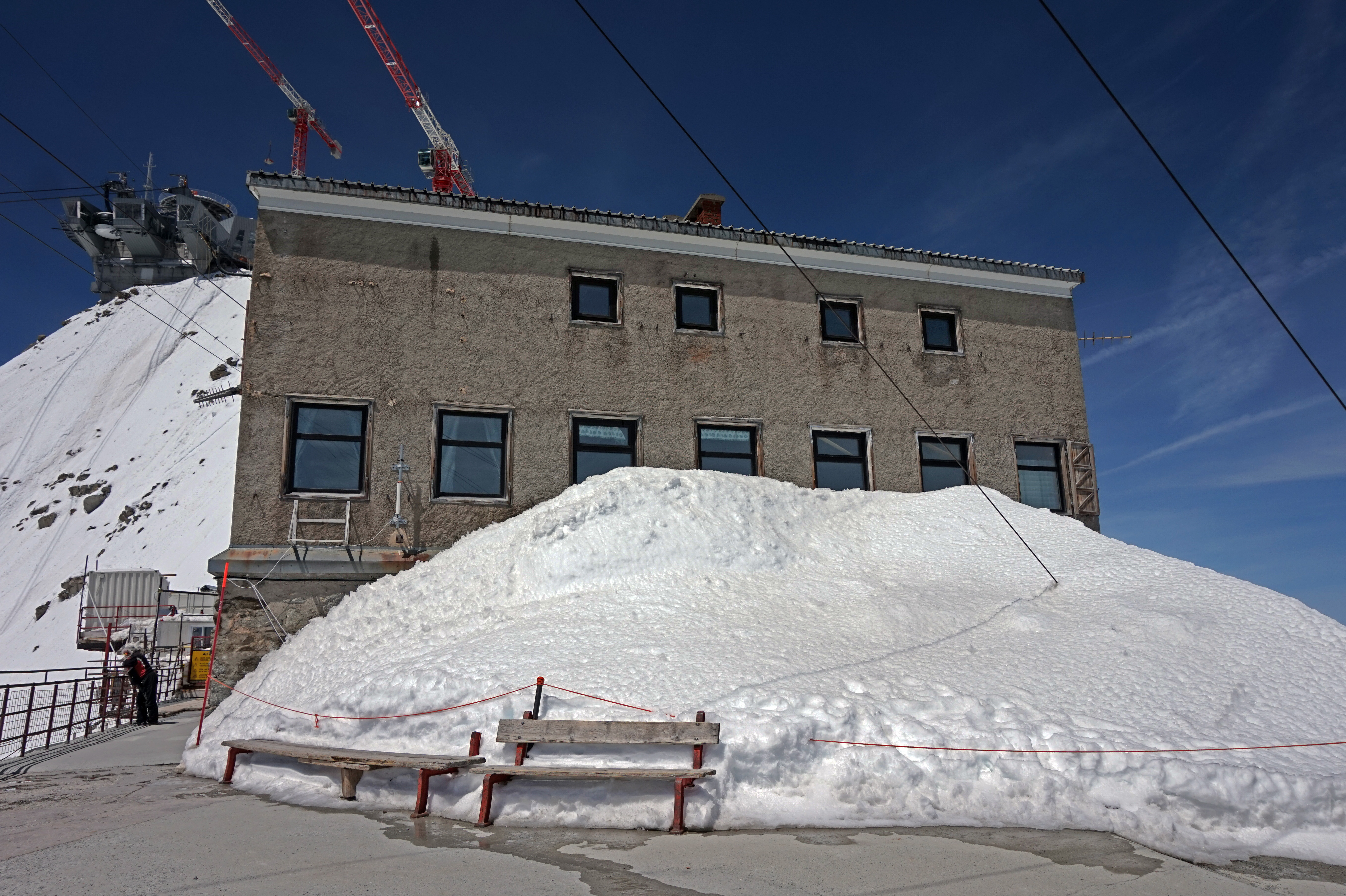
Le nouveau refuge avec à gauche la gare d'arrivée du Skyway Monte Bianco.
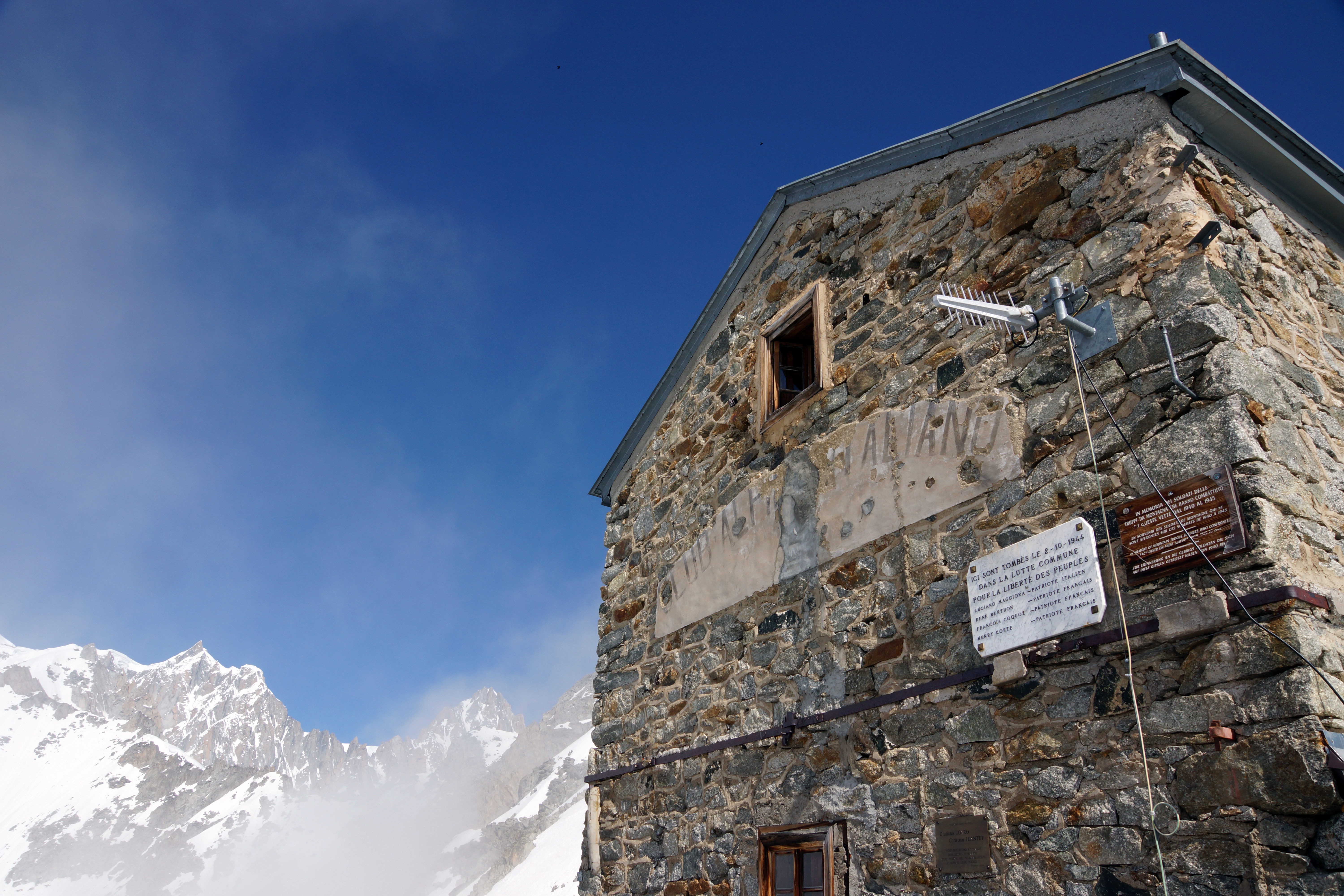
L'ancien refuge.
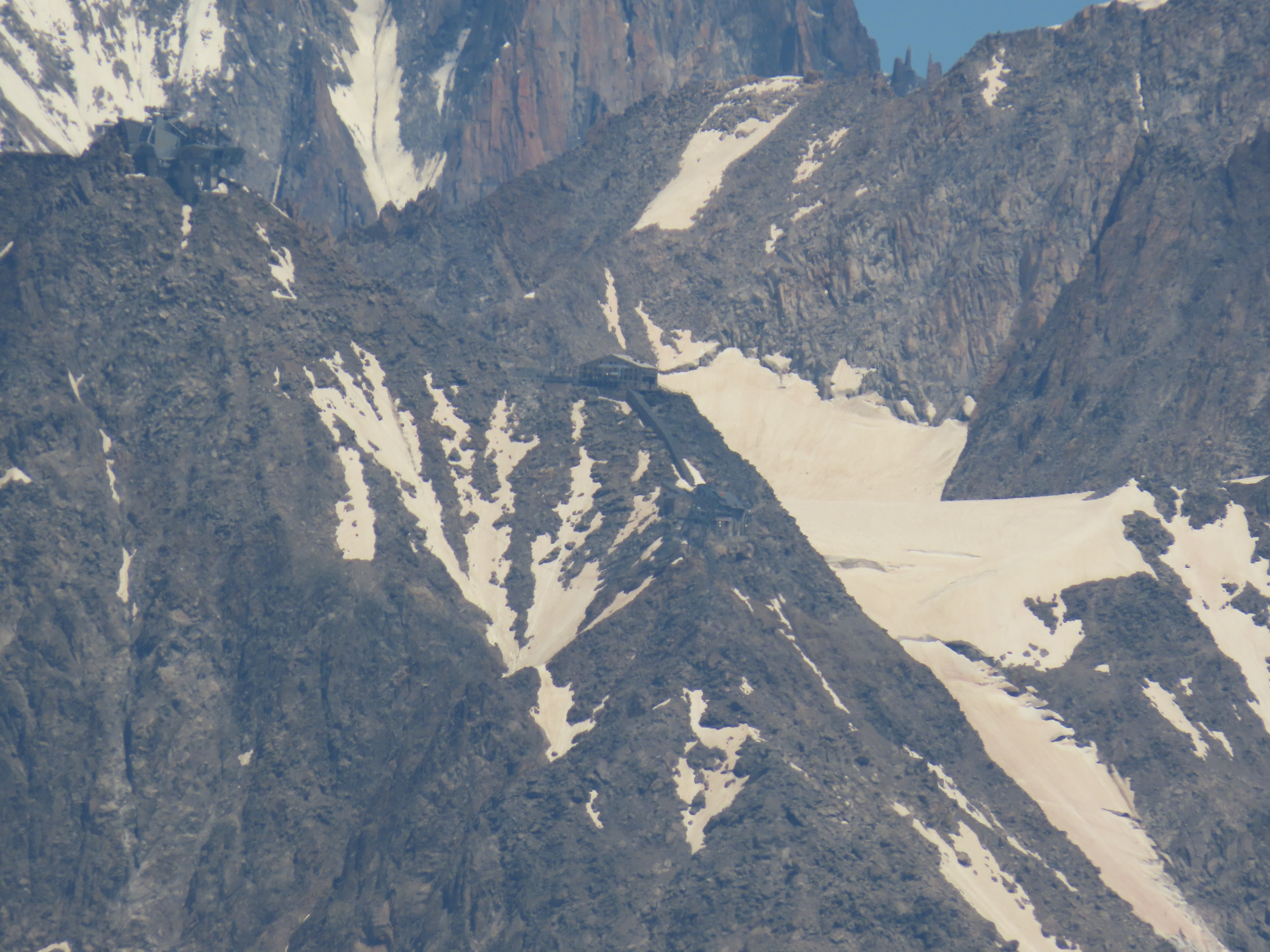
Le refuge depuis Lancebranlette au sud avec le Skyway Monte Bianco au sommet de la pointe Helbronner à gauche.
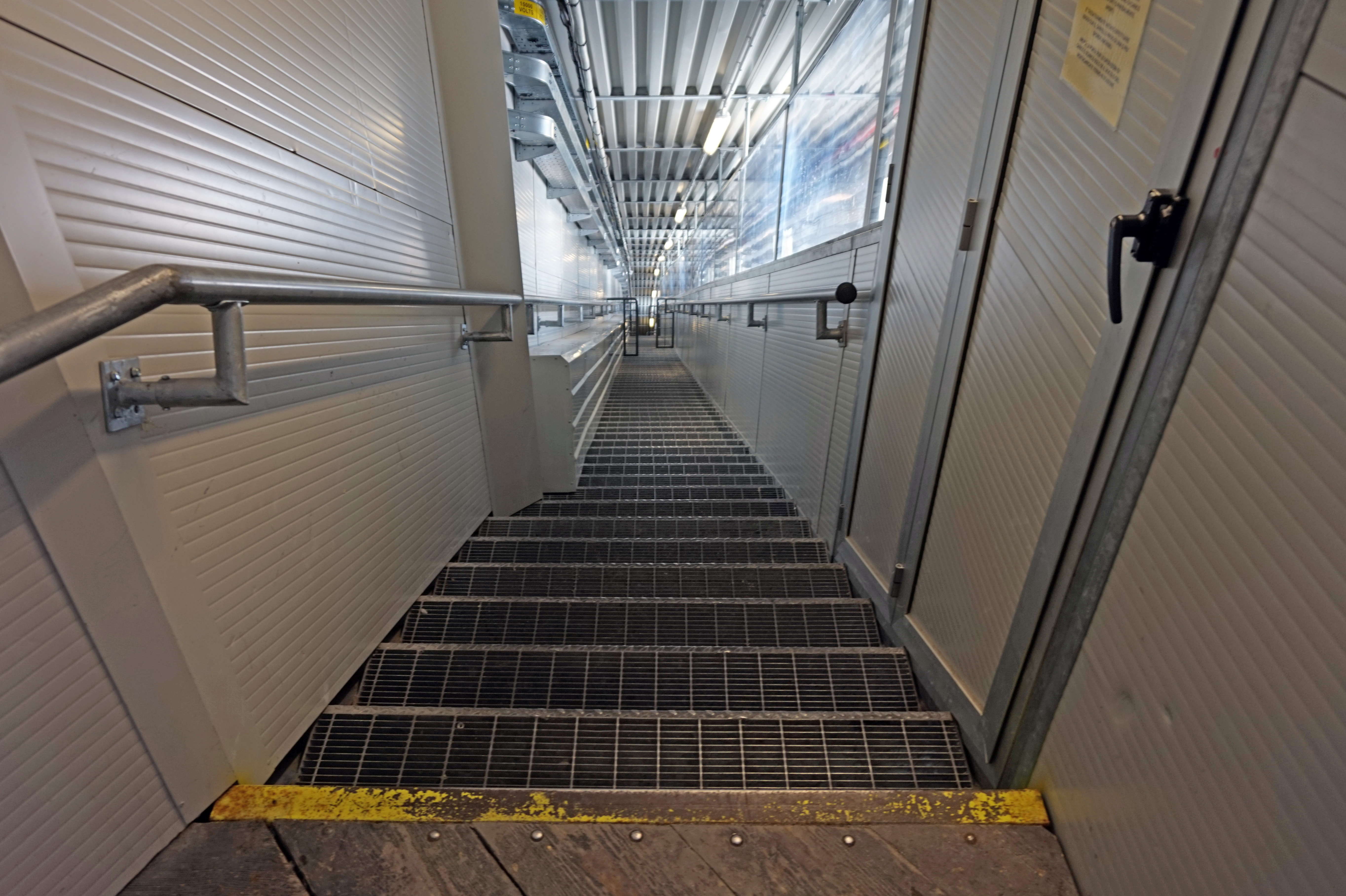
L'escalier couvert reliant les deux refuges.
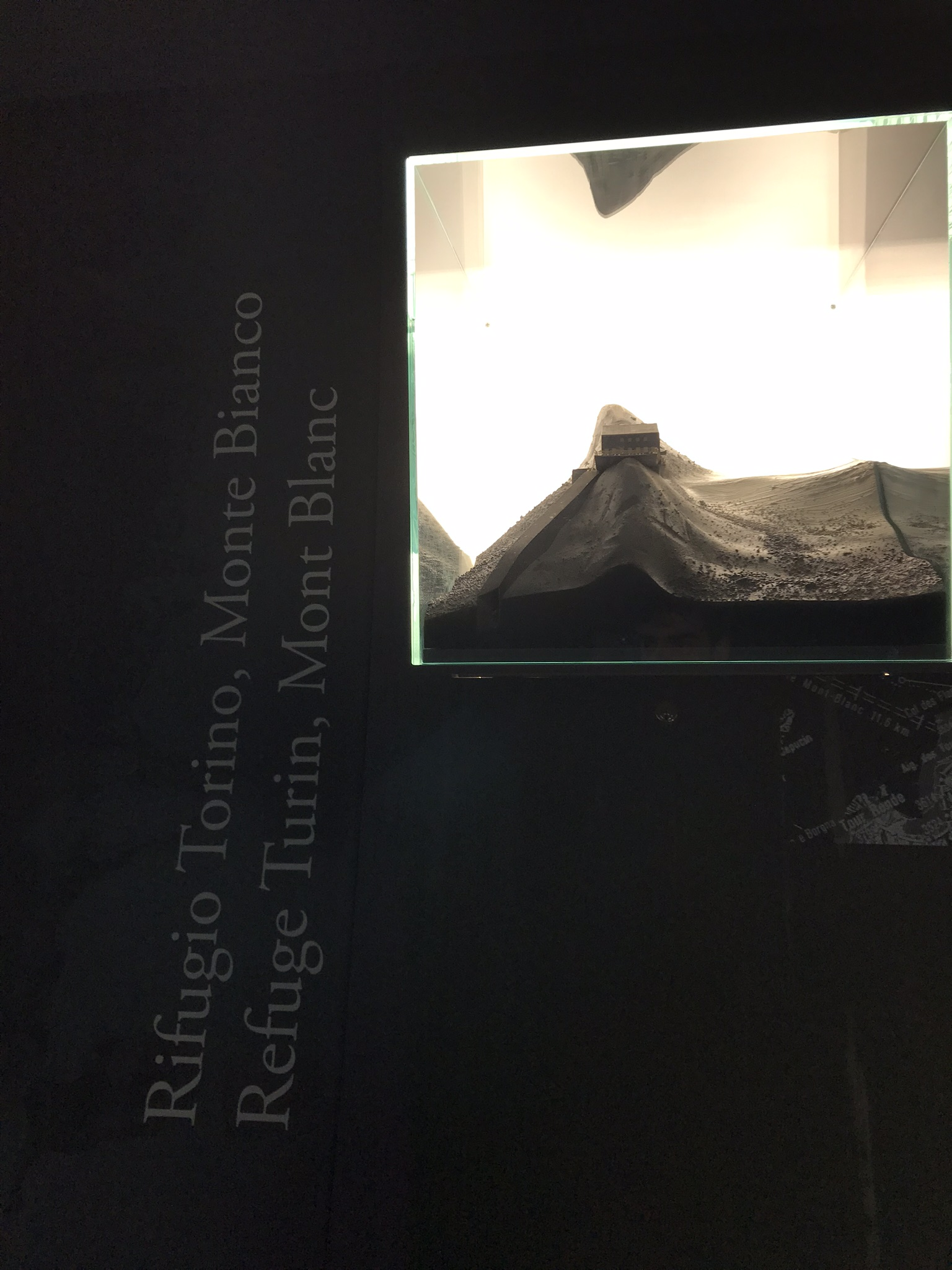
La maquette du nouveau refuge au musée des Alpes (fort de Bard).